# Tiszakürt
Tiszakürt egy község az Észak-Alföldi régióban, Jász-Nagykun-Szolnok vármegye Kunszentmártoni járásában.

## Fekvése
Az Alföldön, a Tiszazugban, a Tisza bal partján fekszik, Jász-Nagykun-Szolnok megye délnyugati sarkában, a megyeszékhelytől, Szolnoktól kb. 45 km-re.
A szomszédos települések: észak felől Tiszainoka, kelet felől Cserkeszőlő, dél felől Csépa, délnyugat felől Tiszasas, nyugat felől Tiszaug, északnyugat felől pedig Tiszakécske. A legközelebbi városok: kelet felől Kunszentmárton, északnyugat felől pedig Tiszakécske (már Bács-Kiskun vármegyében).

### Megközelítése
A település területén áthalad a 44-es főút és az keresztülhalad M44-es autóút, ezeken kényelmesen elérhető Kecskemét és Békés vármegye városai irányából is. Az említett utak azonban a belterületeit dél felől elkerülik, azokon csak a 4514-es és 4515-ös utak húzódnak keresztül.
Érinti még Tiszakürt közigazgatási területét a 442-es főút régi, településeken áthaladó nyomvonala is, ami ma Martfű-Cserkeszőlő között 4633-as útként számozódik, de belterületeit az is elkerüli; a falu központját ezzel az úttal a 46 144-es számú mellékút köti össze.
A közúti tömegközlekedést a Volánbusz autóbuszai látják el.
Vasútvonal nem vezet át a településen. A legközelebbi vasúti megállási pont a MÁV 146-os számú, Kiskunfélegyháza–Kunszentmárton-vasútvonalán, a községtől mintegy 7 kilométerre lévő Tiszaug-Tiszahídfő megállóhely.

## Története
Első írásos említésekor a garamszentbenedeki apátság 1075-ös alapítólevelében szerepel villa Kurth írásmóddal. A középkor folyamán végig királyi birtok volt, Külső-Szolnok vármegye részeként. A 15. században a Vezsenyi család, illetve Kinizsi Pál birtokolták a falut.
Tiszakürt Szolnok 1552-es elfoglalásával került végleg török fennhatóság alá. A 15 éves háború folyamán egy időre elnéptelenedett, de a 17. század elején újratelepült. Ekkor végvári katonák birtoka volt, majd 1674-ben kincstári birtok lett. Birtokosai a török idők után: 1705-1741 Steössel Kristóf; 1741-1777 Steössel László; 1777-1815 Steössel II. Kristőf; 1815-1825 Steössel Mária és Steössel Terézia; 1825-1852 gr. Tige Lajos; 1852-1879 gr. Bolza Péter (felesége gr. Tige Mária); 1879- 1943 gr. Bolza József.
1872-ben kapott nagyközségi rangot, ekkor Jász-Nagykun-Szolnok vármegye Tiszai alsó járásához tartozott.
1919-ben a román hadsereg csapatai foglalták el ideiglenesen a falut, és alakították ki a Tisza gátján rövid életű „határőrizetüket”.
1951. január 1-jén a Kisasszonyszőlő nevű tanyaközpont elszakadt Tiszakürttől, és Cserkeszőlő néven önálló településsé vált.

### Nevének eredete
A Tisza- előtag a folyóra utal, a -kürt utótag pedig a honfoglaló magyar törzsek egyikére. Valószínűleg az ehhez a törzshöz tartozók szállták meg e vidéket a honfoglalást követő letelepedés során.

## Közélete

### Polgármesterei
- 1990–1994: Tóth András (független)[3]
- 1994–1998: Tóth András (független)[4]
- 1998–2002: Józsa István (független)[5]
- 2002–2006: Józsa István (független)[6]
- 2006–2010: Tálas László (független)[7]
- 2010–2014: Tálas László (független)[8]
- 2014–2019: Dr. Kiss Györgyné (független)[9]
- 2019–2024: Dr. Kiss Györgyné (független)[10]
- 2024– : Horváth László (független)[1]

Tiszakürt község önkormányzatának címe: 5471 Tiszakürt, Hősök tere 1., a község hivatalos honlapja: www.tiszakurt.hu, nyomtatott újságja pedig a Tiszakürti Hírmondó.

## Népesség
A település népességének változása:
| Lakosok száma | 1463 | 1434 | 1416 | 1331 | 1275 | 1231 | 1239 |
|               | 2013 | 2014 | 2017 | 2021 | 2022 | 2023 | 2024 |

2001-ben a település lakosságának 99%-a magyar, 1%-a egyéb (főleg cigány) nemzetiségűnek vallotta magát, 4,7% pedig nem válaszolt.
A 2011-es népszámlálás során a lakosok 80,5%-a magyarnak, 1,2% cigánynak, 0,5% németnek mondta magát (19,4% nem nyilatkozott; a kettős identitások miatt a végösszeg nagyobb lehet 100%-nál).
2022-ben a lakosság 90,2%-a vallotta magát magyarnak, 1,6% cigánynak, 0,7% ukránnak, 0,5% románnak, 0,4% németnek, 0,1-0,1% szlováknak, szerbnek és horvátnak, 2% egyéb, nem hazai nemzetiségűnek (9,2% nem nyilatkozott; a kettős identitások miatt a végösszeg nagyobb lehet 100%-nál).

### Vallás
A 2001-es népszámlálás adatai alapján a lakosság kb. 41%-a római katolikus, 30%-a református, kb. 0,5%-a evangélikus, és szintén kb. 0,5%-a görögkatolikus vallású. Más egyházhoz tartozik kb. 0,5%. Nem tartozik semmilyen egyházhoz, vagy felekezethez sem, illetve nem válaszolt kb. 27,5%.
2011-ben a vallási megoszlás a következő volt: római katolikus 27,8%, református 19,4%, evangélikus 0,4%, görögkatolikus 0,3%, felekezeten kívüli 23,2% (28,6% nem nyilatkozott).
2022-ben vallásua szerint 20,4% volt római katolikus, 15,4% református, 0,3% görög katolikus, 0,2% evangélikus, 0,5% egyéb keresztény, 2,3% egyéb katolikus, 22,8% felekezeten kívüli (38% nem válaszolt).

### Római katolikus egyház
A Váci Egyházmegye (püspökség) Szolnoki Főesperességének Szolnoki Esperesi Kerületéhez tartozik, mint önálló lelkészség. Filiaként hozzá tartoznak Cserkeszőlő római katolikus vallású lakosai is. Anyakönyveit 1929-től, Historia Domusát 1948-tól vezetik.

### Református egyház
A községben a 16. század közepén jelent meg a reformáció. A település a Tiszntúli Református Egyházkerület (püspökség) Nagykunsági Református Egyházmegyéjébe (esperesség) tartozik, mint önálló anyaegyházközség.

### Evangélikus egyház
A Déli Evangélikus Egyházkerület (püspökség) Nyugat-Békési Egyházmegyéjének (esperesség) Szentesi Evangélikus Egyházközségéhez tartozik mint szórvány.

## Nevezetességei

### Természeti értékek

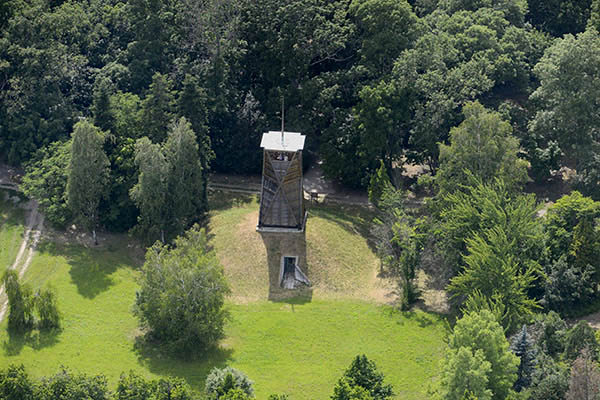
Az arborétum

A Bolza család által létesített arborétum. A 19. század végén, a református egyháztól megszerzett, 17 hektáros erdős-mocsaras területen kezdték kialakítani, Tige Mária grófnő kezdeményezésére. A kertet egy Erdélyből érkezett erdész, Tompa Mihály kezdte el építeni. Az eredeti tölgy-, szil- és kőrisfák mellé platán-, hárs-, amerikai tölgy- és fenyőfákat (nehézszagú boróka, luc-, jegenye-, erdei és feketefenyő) telepített. 1946-ban került állami tulajdonba. 1971-ben megyei védett területté nyilvánították. 2001-ben pedig az addigra 60 hektárosra bővített arborétum országos jelentőségű természetvédelmi terület lett. Kezelője a Jász-Nagykun-Szolnok Megyei Önkormányzat. Szakmailag a Hortobágyi Nemzeti Parkhoz tartozó Közép-tiszai Tájvédelmi Körzet része.

### Építészeti értékek
- Bolza-kastély: a 19. század végén épült.
- Református templom: 1887-ben épült, eklektikus stílusban.
- Római katolikus templom.
- Magtárépület: a 19. században épült.
- Parasztházak
- „Madáritató” díszkút: Papi Lajos alkotása.
- Első világháborús emlékmű.
- Második világháborús emlékmű.

## Sport
A Tiszakürt Községi Sport Egyesület 1989-ben alakult, majd 2005-ben átalakult.
- Labdarúgó-szakosztály: kispályás tornákat rendez, illetve hasonlóakon vesz részt.
- Kézilabda-szakosztály: a Jász-Nagykun Szolnok megyei I. osztályban szerepel.

## Rendezvények
- Sétahajózás a Tiszán: www.arboreta.hu

## Híres emberek
- Itt született gróf Bolza Pál (1861–1947) tájkertész, a Szarvasi Arborétum (Pepi-kert) megalkotója.
- Itt született Szabolcska Mihály (1861–1930) református lelkész, költő, szülőházának helyét emlékoszlop jelzi.
- Itt született 1894. augusztus 22-én Farkas Ákos budapesti polgármester (1944–1945).
- Itt született 1903-ban Tatár Imre gazdálkodó, hungarista politikus, országgyűlési képviselő († 1995)
- Itt született Kürti Papp László 1940–2002) színész, előadóművész, jogász.